# Tord Wikland
Tord Erling Wikland, född den 19 juli 1912 i Stockholm, död där den 25 maj 1985, var en svensk ingenjör.
Wikland avlade avgångsexamen vid Kungliga Tekniska högskolan 1935. Han var laboratorieingenjör vid fälttelegrafkårens tygverkstad 1936–1937, planeringsingenjör vid Signalregementets tyganstalt 1937–1938, besiktningsingenjör vid signalverkstäderna i Stockholm 1938–1941, förste laboratorieingenjör på elektrotekniska laboratoriet vid Arméförvaltningens tygdepartement 1942–1943, specialingenjör vid Mariningenjörkåren 1943–1945, forskningsingenjör vid Försvarets forskningsanstalt 1945–1948, laborator där 1948–1957 och vice verkställande direktör för Alwac 1957–1958. Wikland genomförde forsknings- och utredningsuppdrag vid Försvarets forskningsanstalt 1958. Han var verkställande direktör för Teleutredningar 1959–1971, teknisk direktör i Teleplan 1971–1977 och konsult där från 1977. Wikland publicerade uppsatser i facktidskrifter och var medarbetare i Ingenjörshandboken (1951) och ledamot av redaktionskommittén för Fakta (1959).